# Léa Pool
Léa Pool (Ginevra, 8 settembre 1950) è una regista, sceneggiatrice e produttrice cinematografica svizzera naturalizzata canadese.

## Biografia
Apertamente lesbica, Léa Pool è nata in Svizzera ed emigrata in Québec nel 1975.
Nel 1978, ha conseguito la laurea in comunicazione per all'Università del Quebec a Montreal. Da allora ha realizzato numerosi documentari, cortometraggi e lungometraggi, anche per la televisione.
Fin dall'inizio della sua carriera, film Léa Pool ha seguito un approccio unico. Nel 1978, ha co-diretto Laurent Lamerre, portier e poi ha scritto, diretto e prodotto Café Strass, un cortometraggio in 16mm, vincendo in quattro festival, tra cui quello di Seals in Francia nel 1981.
Dal 1980 al 1983, ha diretto per Radio-Québec (ora Télé-Québec) dieci puntate della serie Planète sulle minoranze culturali e l'anno successivo, Éva en transit dedicato alla cantante francese Éva.
Dal 1978 al 1983 ha insegnato presso l'Università del Quebec a Montreal tenendo corsi su film e video. 
Il suo film Anne Trister del 1986 ha partecipato al trentaseiesimo Festival Internazionale di Berlino. Tredici anni più tardi sempre a Berlino la sua pellicola del 1999 Emporte-moi, con Karine Vanasse, Pascale Bussières e Miki Manojlović, ha vinto il Premio speciale della giuria alla quarantanovesima edizione della Berlinale.
Il suo film A corpo morto (À corps perdu)  è stato selezionato in concorso alla Mostra internazionale d'arte cinematografica di Venezia del 1988 e il suo film Mouvements du désir del 1994 è stato presentato al Sundance Film Festival.
In carriera è stata nominata tre volte per il Genie Award nella categoria Best Achievement in Direction per i suoi film La Femme de l'hôtel (1984), Mouvements du désir (1994), ed Emporte-moi (1999).
Nel 2006 ha ricevuto il Premio Albert-Tessier.

## Filmografia
- Pink Ribbons, Inc. (2011)
- La dernière fugue (2010)
- Maman est chez le coiffeur (2008) (Film TV)
- The Blue Butterfly (Le papillon bleu) (2004)
- L'altra metà dell'amore (Lost and Delirious) (2001)
- Emporte-moi (1999)
- Gabrielle Roy (1998)
- Mouvements du désir (L'instant amoureux) (1994)
- Montréal vu par... (1992)
- Rispondetemi (1992)
- La demoiselle sauvage (1991)
- Hotel Chronicles (1990)
- A corpo morto (À corps perdu) (1988)
- Anne Trister (1986)
- La femme de l'hôtel (1984)
- Strass Café (1980)
- Laurent Lamerre, portier (1978)